# 天文学者
天文学者（てんもんがくしゃ、英: astronomer）とは、惑星、恒星、銀河等の天体を研究する学者や科学者である。

## 古代

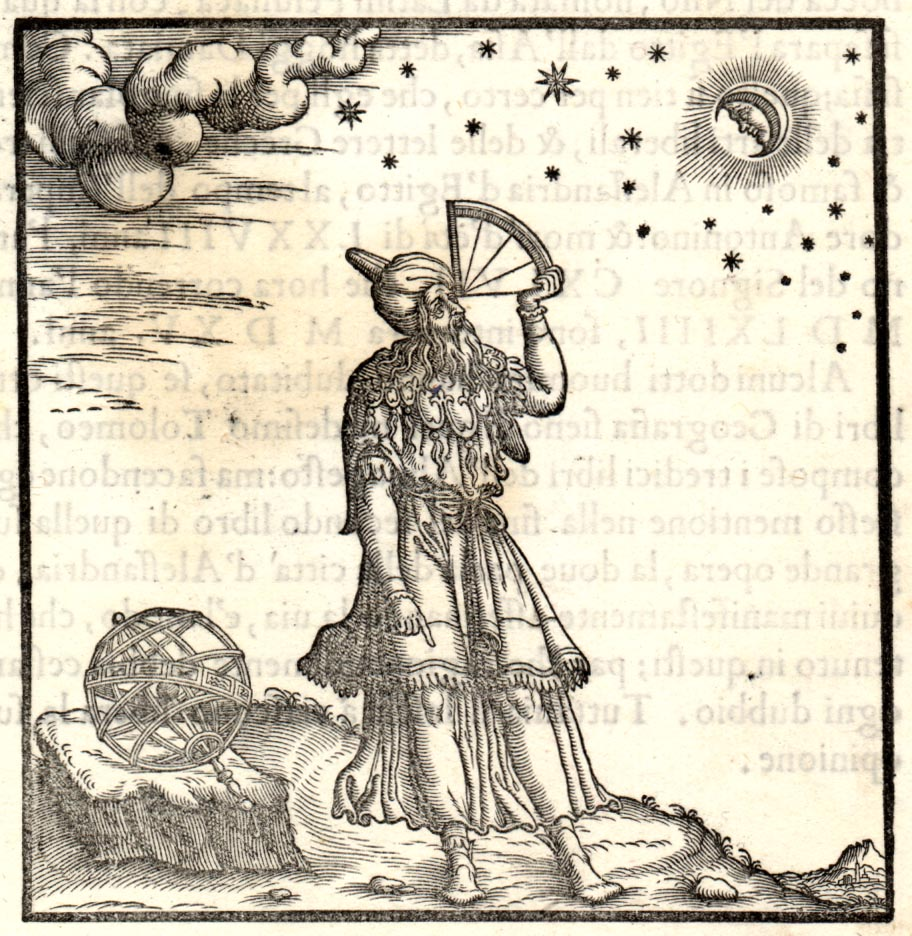
四分儀を用いて星の高度を測定するクラウディオス・プトレマイオス

## 中世アラビアの天文学者

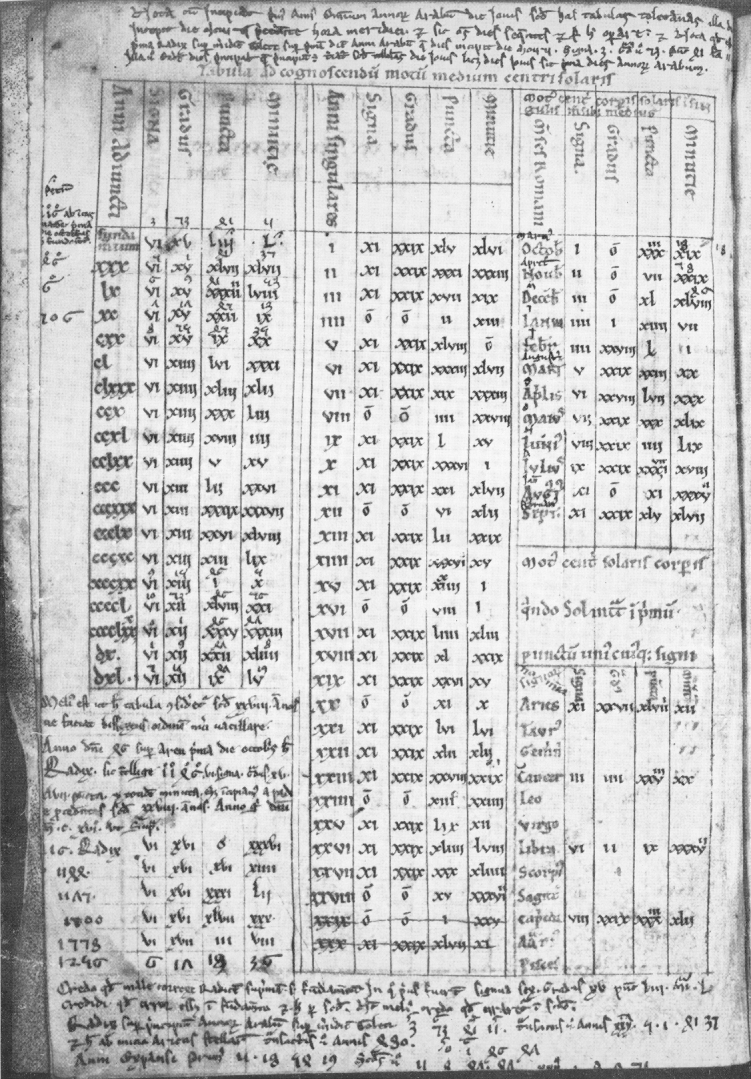
Corpus Christi College MS 283

アル＝フワーリズミーのZīj al-Sindhind (アラビア語: زيج )は、約37章からなる文献で、正弦の値の表とともに暦や天文学、占星術に関する116の表が掲載されている。sindhindとして知られるインド天文学の方法を基にし、その後に多く書かれたアラビア語の天文学書の最初のものである。表の中には、太陽、月、当時から知られていた5つの惑星の運動に関するものある。この本はイスラム天文学の転換点になった。ムスリムの天文学者Hithertoは最初にこの分野の研究方法を導入し、専門書を翻訳し、既に知られていた知識を学んだ。フワーリズミーの著書は非伝統的な研究法、計算法の最初のものとなった。
820年頃に書かれたアラビア語の原版は失われているが、1000年頃にスペインの天文学者Maslamah Ibn Ahmad al-Majritiが書いた版は、おそらくAdelard of Bathによるラテン語の翻訳で残っている)。現存するラテン語の4冊は、シャルトルのBibliothèque publique、パリのBibliothèque Mazarine、マドリードのBibliothèque Mazarine、オックスフォードのボドリアン図書館に保存されている。

## ヨーロッパ中世～18世紀の天文学者

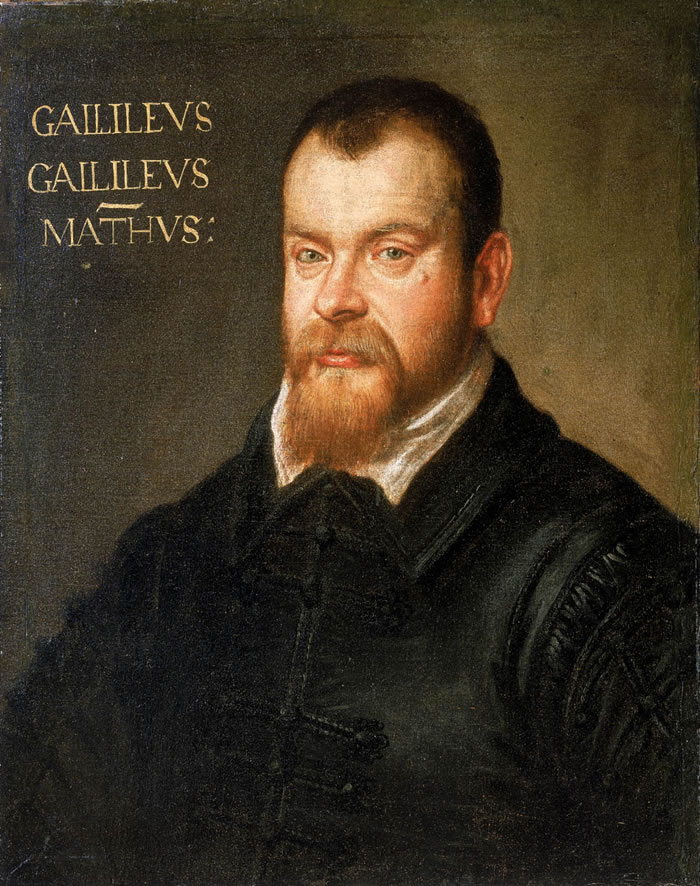
ガリレオ・ガリレイ。（望遠鏡を自作したころの年齢の肖像）。

ガリレオ・ガリレイ（1564-1642年）は望遠鏡なるものの特許申請がオランダでされたと聞きつけ天体観測にそれを使うことを思いつき1609年に自作し観測を開始。天体観測に革新をもたらした。それまでの落体の実験を行い、それまでの定性的な物理学に数値的な分析を導入（これが後にニュートン力学へとつながってゆく）。ただしガリレオは当時の学問的常識「ものは地上（「月下界」）では地上らしい（不完全な）動き方をし、月以遠は神の世界なので完全な原理、つまり円運動を基本として動く」といった考え方を（特に疑問視することもなく）受け入れていたので、宇宙空間の物理学、天体の物理学の開拓には到らなかった。

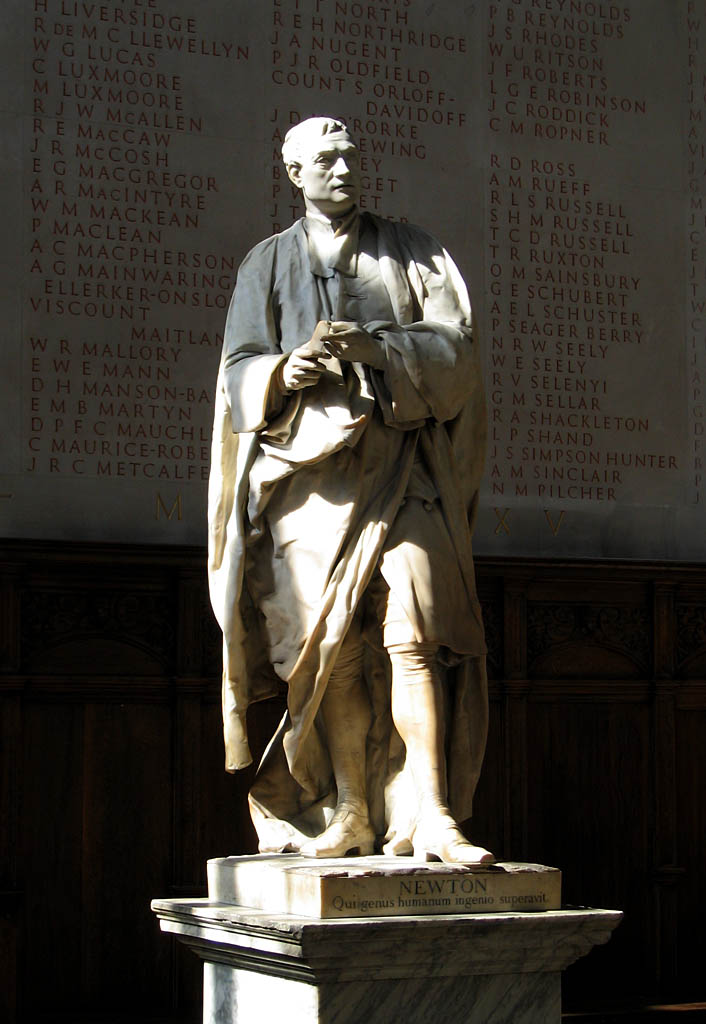
アイザック・ニュートン。トリニティカレッジのルーカス教授をつとめ『自然哲学の数学的諸原理』を刊行したころのイメージの像。

アイザック・ニュートン（1642-1727年）は反射望遠鏡（ニュートン式望遠鏡）を発明し1668年に第一号を完成させた。ニュートンは、ガリレオの実験の落体に働いた引力が実は宇宙空間全体でも作用している、それによって惑星は（横方向に慣性運動をしつつも）ある意味「落ち続ける」ことで楕円運動をし、公転している、と見抜き、「万有引力」を原理のひとつに据えつつ、ニュートン力学を構築。それをまとめた『自然哲学の数学的諸原理』を執筆・出版。天体の軌道の計算を可能にし、現代の天体力学へとつながる道を切り開いた。

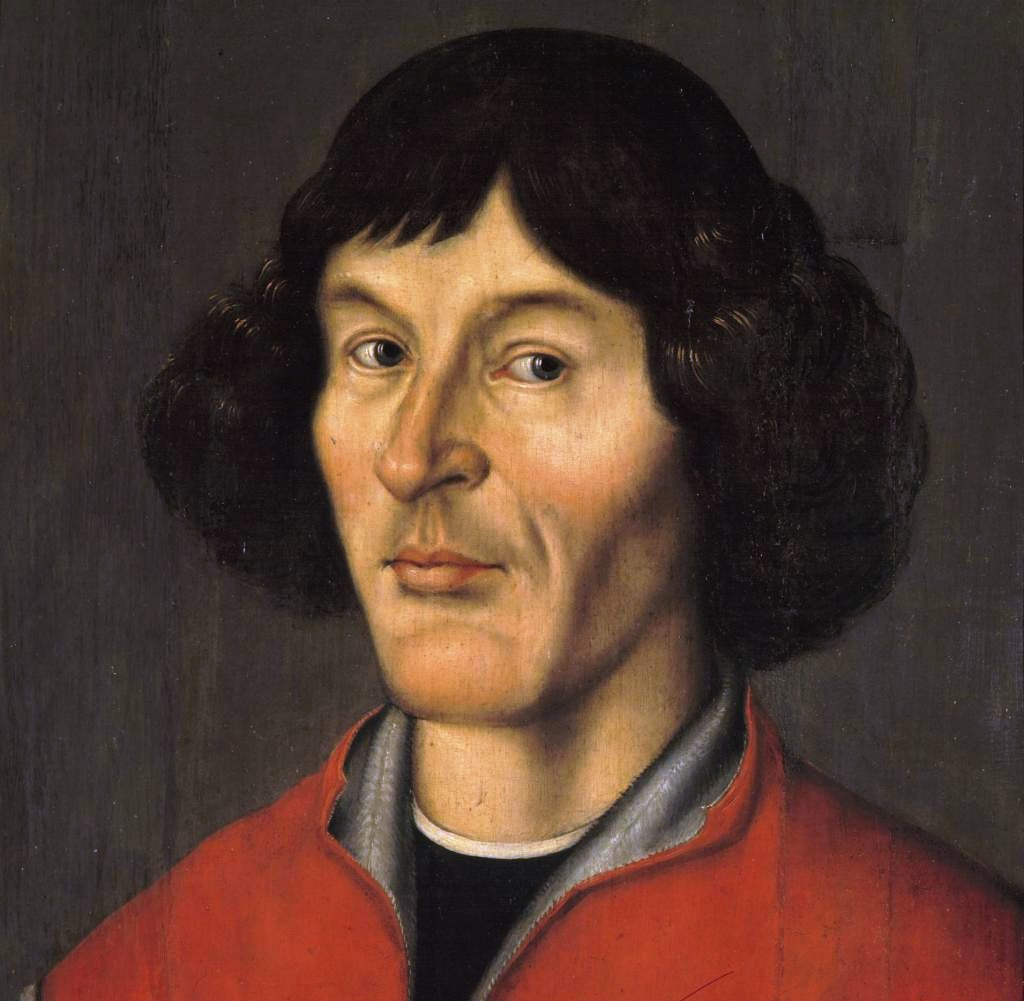
ニコラウス・コペルニクス（1473年 - 1543年）。De revolutionibus orbium coelestium （邦題『天球の回転について』）1543年刊、を執筆。太陽中心説を提唱。
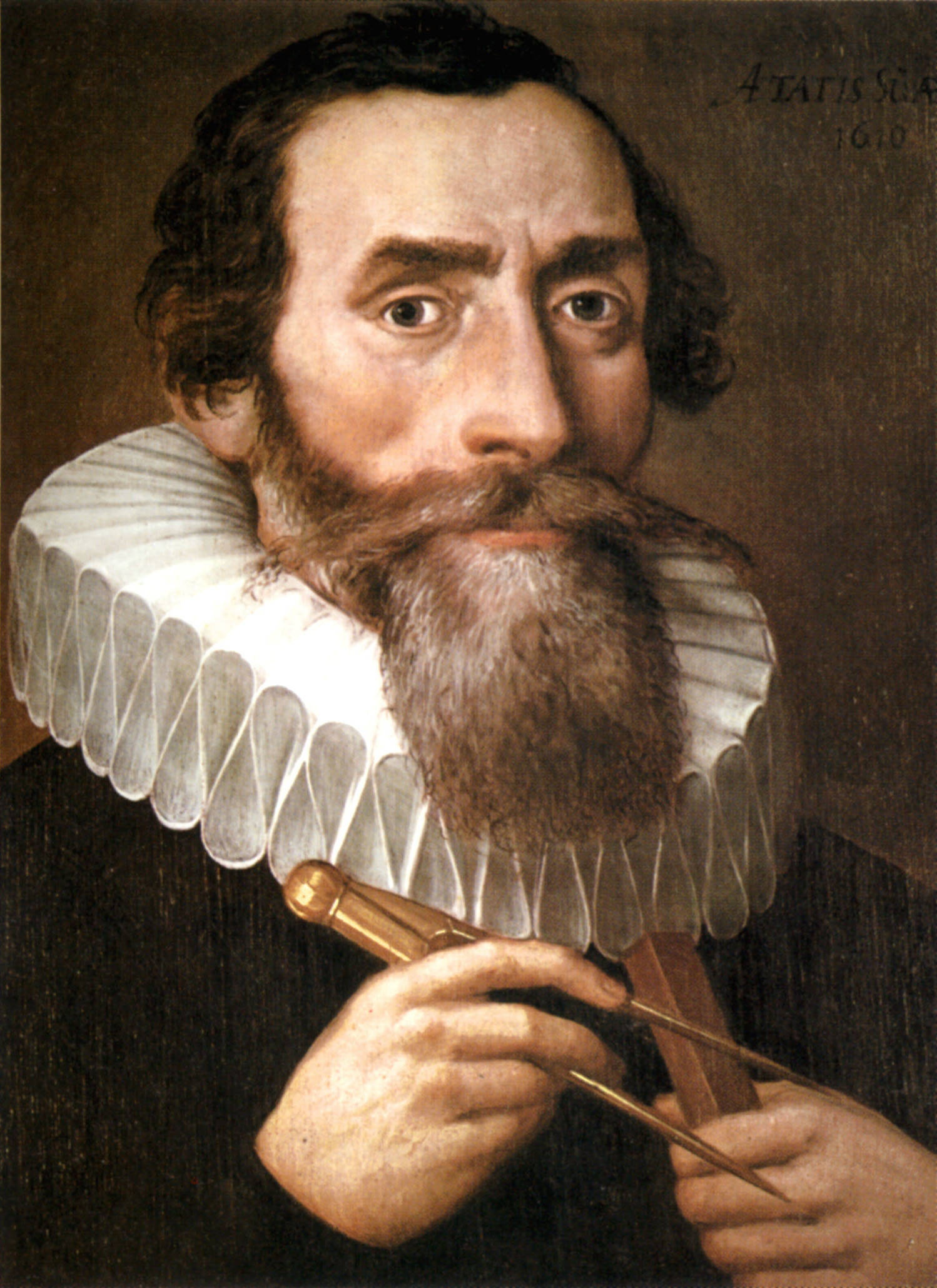
ヨハネス・ケプラー

## 現代の天文学者
国によって制度が若干異なるので一般化は難しいが、現代のプロの天文学者は高い教育を受け、通常　大学・大学院（修士コース・博士コース）においてたとえば天文学や 物理学の中の宇宙物理学（天体物理学）などを専攻し博士号を取得した後に、たとえば研究所や大学などに雇用されている。多くの時間を研究に費やすが、教育、施設の建設、天文台の運営の補助等にも携わっている。
国際天文学連合には、博士課程以上の学生を含めて89カ国から9259人が所属している。
アメリカ合衆国の天文学者に関しては、アメリカ天文学会があり、これは北米最大の天文学者の組織であり、7,700人が所属している。なおこの7,700という数字には、物理学、地球科学（地学）、工学等の別分野出身で天文学に関心を持ち、深く関わっている人々も含まれているので、純粋な天文学者はこの数よりずっと少ない。
現代のプロの天文学者は望遠鏡を直接目で覗くことは非常に稀であり、CCDイメージセンサを用いて長露光で撮影することが一般的である。最近の天文学者は望遠鏡の前にいることは1年間に数週間程度と比較的少なく、多くの時間をデータの整理や分析に費やす。完全に自動化された超大型干渉電波望遠鏡群等の電波望遠鏡を使う天文学者もいる。
大学や研究機関に勤める天文学者は、学生や院生の教育も行う。また多くの大学や天文台では、望遠鏡の一般公開やプラネタリウムの上映等のアウトリーチ活動も行い、研究分野や成果の広報を行い、一般市民の理解を得たり、将来に新たな天文学者生まれるきっかけを作っている。
ところでアマチュア天文学者という人々もいる。太平洋天文協会は、70カ国以上からプロやアマチュアの天文学者、教育者が参加する世界最大の組織である。多くの市に、定期的に会合を開催しているアマチュア天文学者のクラブがある。「アマチュア天文学者」には、いわゆる「アームチェア天文学者」と呼ばれる人々から、自身の天体望遠鏡を所持して野望を持ち、新しい発見をしたりプロの天文学者の研究を助けたりする者まで、様々なタイプがいる。「アマチュア天文家」の多くが、月に数時間を天体観測や最新の研究成果の文献を読むことに費やす。